# Pinsà borroner de les Açores
El pinsà borroner de les Açores (Pyrrhula murina) és una espècie d'ocell de la família dels fringíl·lids (Fringillidae), si bé s'ha considerat una subespècie del pinsà borroner. És endèmic de l'illa de São Miguel, a les Açores.